# Gohelle

Kaart van de Gohelle

De Gohelle (Nederlands: Gohere) is een streek en historisch gebied in het noorden van Frankrijk dat ongeveer overeenkomt met de vlakte van Lens, een gebied dat tegenwoordig bijna geheel verstedelijkt is. 
De naam Gohelle komt nog terug in de naam van een aantal gemeenten: 

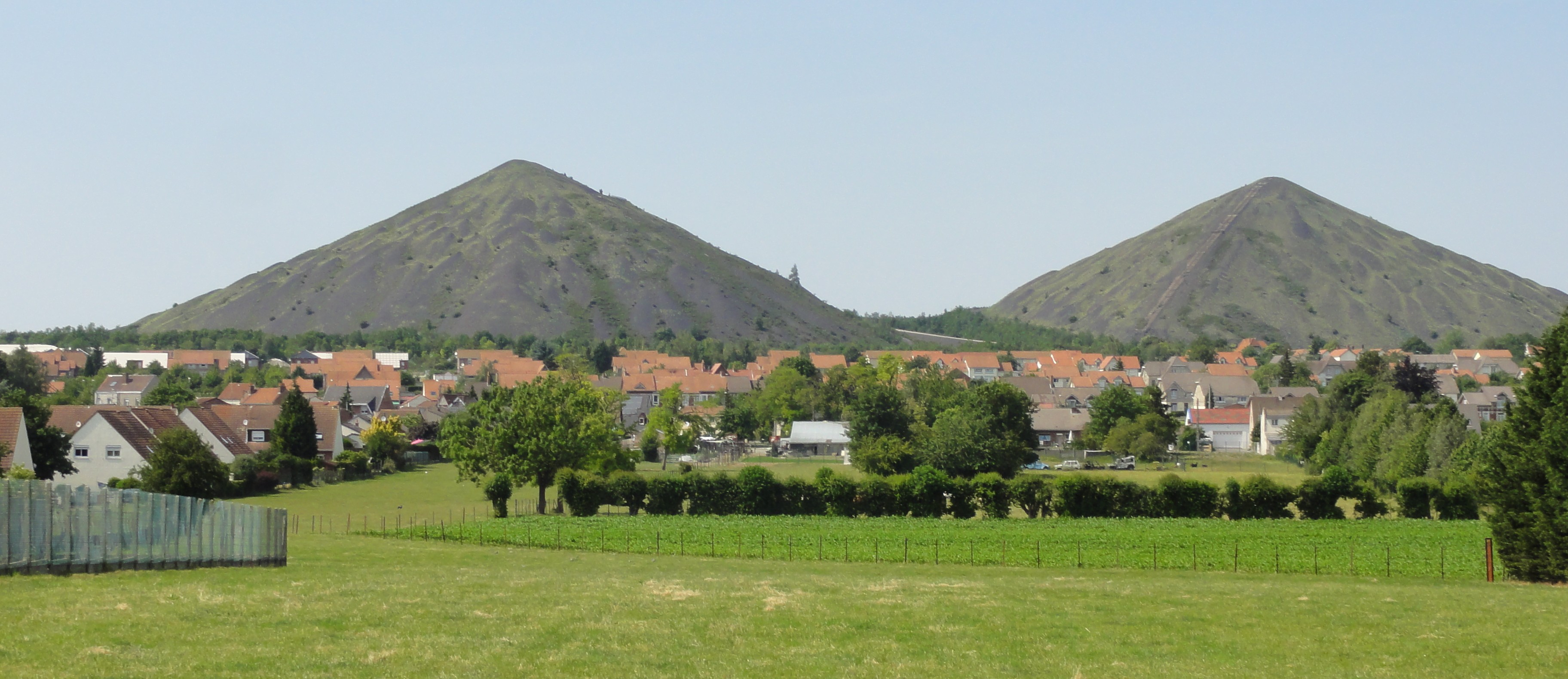
Loos-en-Gohelle

Arleux-en-Gohelle, 
Fresnoy-en-Gohelle, 
Givenchy-en-Gohelle, 
Loos-en-Gohelle, 
Montigny-en-Gohelle en 
Sains-en-Gohelle.